# Listas lexicales (Mesopotamia)

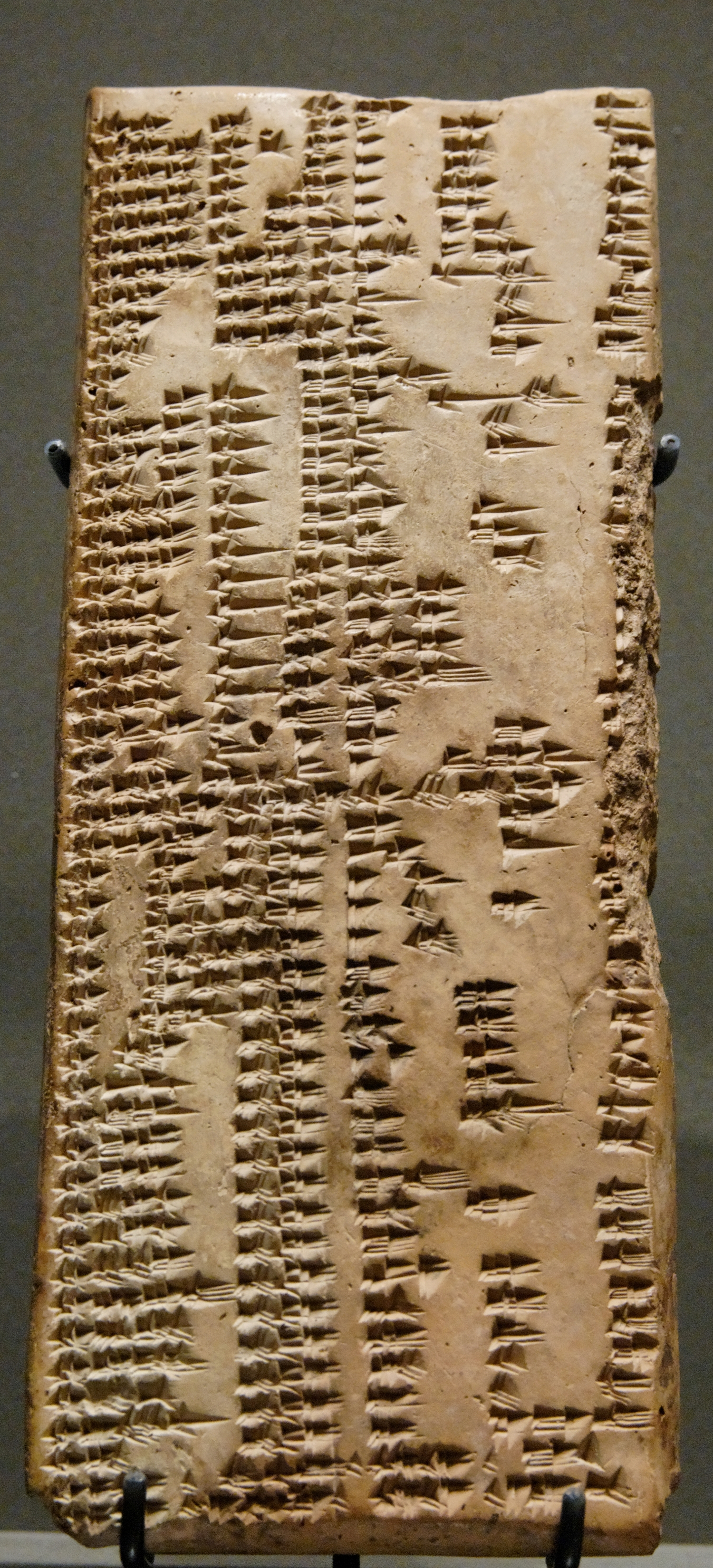
16ª tablilla de la serie léxica Urra=hubullu, Museo del Louvre

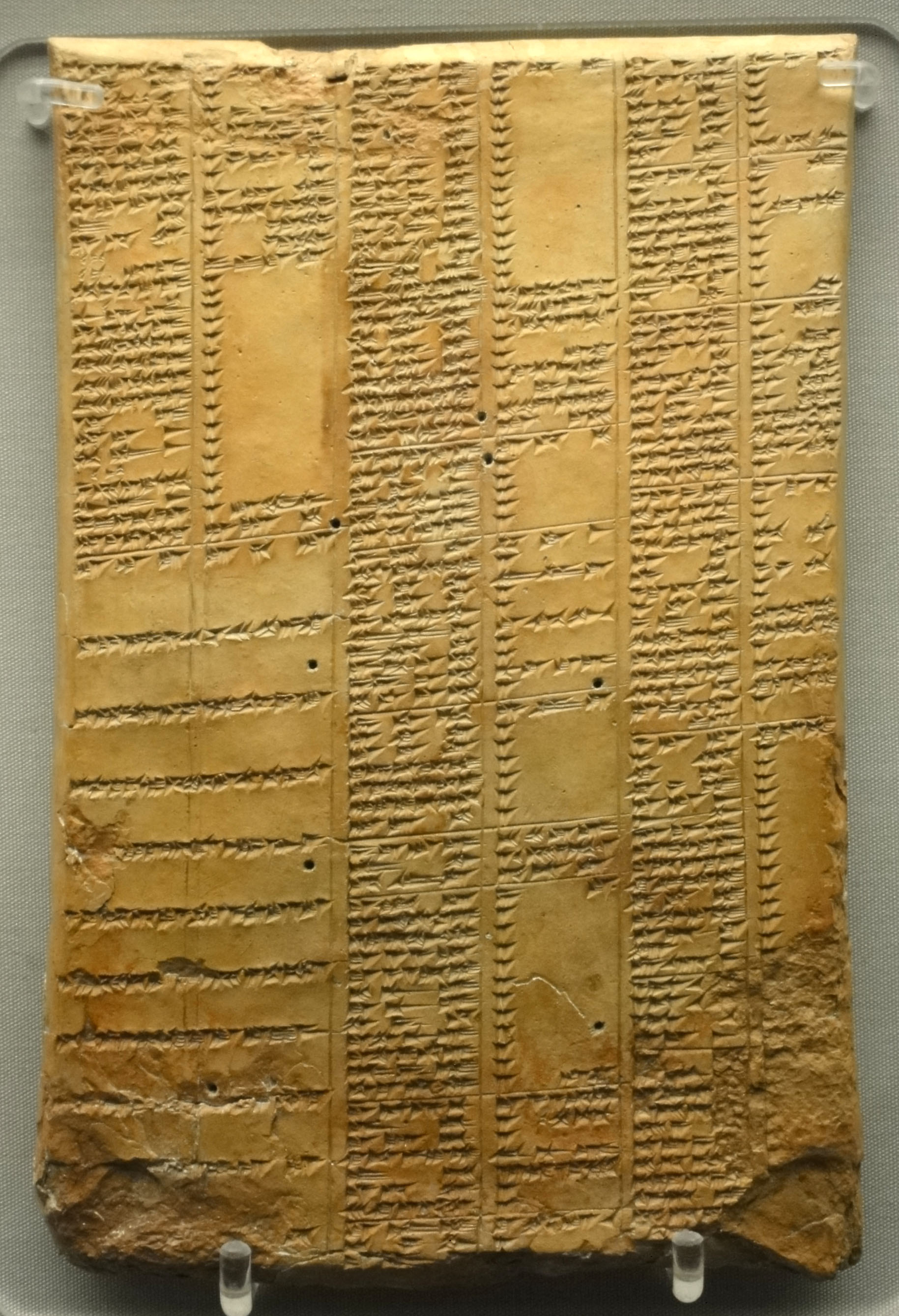
Lista léxica de sinónimos; "explícito" Malku = šarru tableta 3, reverso sumerio/acadio, Nínive, a. C.. Museo Británico.

Las listas lexicales son un tipo de documentos cuneiformes muy utilizados en Mesopotamia y en el antiguo Próximo Oriente. Son una suerte de enumeraciones de signos ideográficos o fonéticos, clasificados según un principio pre-definido y, generalmente, divididos en columnas, explicando o traduciendo en una lengua un signo determinado.
Este tipo de documentos es esencial para el conocimiento del universo mental de los antiguos habitantes del Próximo Oriente y , asimismo, determinante para comprender mejor las lenguas derivadas como el sumerio y, más recientemente, el hurrita, conocimiento que nos llega gracias a las listas bilingües o trilingües.

## Historia
Las primeras listas aparecieron en el período de Uruk IV, por tanto, desde la aparición de la Escritura. Eran, en principio, unas simples clasificaciones de signos, en ocasiones organizados de manera temática (nombres de ciudades, de divinidades). Se encuentran también en el principio de la época de las Dinastías arcaicas (Shuruppak, Abu Salabikh, Ur). En el siglo XXIV, los escribas de Ebla en Siria del Norte redactaban las listas lexicales presentando los logogramas sumerios con su pronunciación eblaïte. Poco utilizado durante los períodos de Akkad y de Ur III, este tipo de documentación se expandió a principios del período paleo-babilónico, momento en el que fueron redactadas las primeras versiones de las listas más utilizadas y corrientes (E.A = nâqu, HA.RA = hubullu, etc.). Servían de base para el aprendizaje del sumerio, una lengua muerta mal comprendida por los acadios, ya que necesitaban la redacción de listas bilingües que explicaran el sentido de los logogramas sumerios. Hacia la mitad del II milenio a. C., las listas lexicales fueron encontradas en diversos lugares cercanos a Mesopotamia: Ugarit, en Siria (bilingües ugaritíca/acadio), Hattusa, en Anatolia (hitita/hurrita/acadio) y en Tell el-Amarna, en Egipto (egipcio/acadio). En Babilonia Casitas fueron redactadas las versiones canónicas de las listas lexicales clásicas del I milenio a. C. Durante la dominación de los seleúcidas se redactó una lista lexical sumerio/acadio/griego antiguo. Este tipo de textos acompañó, por tanto, a la escritura mesopotámica antigua durante toda su historia.

## Forma
Las tablas sobre las cuales estaban escritas las listas lexicales presentaban unos caracteres externos diferentes en función del tipo de lista redactada o según la costumbre de los escribas del lugar o de la época de su redacción.
Se dividían en varias columnas, que podían ir de dos a seis. El orden en que se escribían era de izquierda a derecha:
- 0) una simple clave que servía, ocasionalmente, para indicar el principio de una línea.
- 1) la lectura que se tenía que hacer del signo redactado en 2
- 2) el signo logográfico (en sumerio) que era el objeto de la línea
- 3) el nombre dado por los escribas al signo estudiado (ocasional y a partir del II milenio)
- 4) la traducción acadiana del signo
- 5) la traducción del signo en otra lengua, en un contexto trilingüe (hitita, hurrita, casita, griego) especialmente en la segunda mitad del II milenio.

## Tipología
Se han identificado diferentes tipos de listas lexicales. Estas son bastante difíciles de definir porque una lista puede combinar varios principios:
- Los silabarios simples, en los que se enumeran los signos según un orden predefinido por las vocales, u-a-i (lista tu-ta-ti)

- Los vocabularios que dan el sentido del signo

- Las listas temáticas, cuyo ejemplo más corriente es HA.RA = hubullu, compuesto en su forma clásica de 24 tablas en las que se enumeran diferentes cosas por término (fórmulas jurídicas, árboles, objetos de madera, armas, animales, textiles, etc.)

- Las listas temáticas de cuestiones técnicas, que contenían los términos de un único tema (lista ana itti-su, constituida por las palabras del vocabulario jurídico), en las que , en ocasiones, se daban las explicaciones (lista abnu sikinsu, que trataba de las piedras)

- La lista nabnitu, clasificaba los términos en función de su raíz o de su sentido acadio.

## Función escolar
La mayoría de las listas que se han podido conocer han sido encontradas en las escuelas. Son un tipo de documentos muy utilizados en el aprendizaje de los escribas que practicaban la escritura cuneiforme. En principio el aprendizaje se hacía por medio de silabarios simples que permitían aprender los signos fonéticos de base, antes de progresar en el aprendizaje de los ideogramas (desde los más sencillos a los más complejos), con los silabarios más elaborados. El alumno escribía sus primeros signos intentando copiar en la columna situada a la derecha de la tabla lo que el maestro había escrito en la columna de la izquierda. El aprendizaje se completaba con las listas más especializadas, vocabularios, después listas temáticas, generales o concernientes a una disciplina específica.